# SDコマンド戦記III SUPER G-ARMS
SDコマンド戦記III SUPER G-ARMS（エスディーコマンドせんきスリー スーパージーアームズ）は、SDコマンド戦記シリーズの第三作である。

## 概要
前々作のミリタリー、前作の近未来都市からまた趣を変えて、宇宙戦争を舞台としたSF色の強いシリーズである。講談社デラックスボンボンにおいて漫画連載（漫画：神田正宏）が展開された。本作をもってシリーズは一応の終結を迎えた。これに合わせて商品を多く展開していた元祖SDガンダムは、ナンバリングをリセットし新規に開始されることとなった。

## あらすじ
ジオニック・コネクションを壊滅に追い込んだガンダムフォースの面々だったが、Vコマンドガンダムからの使者スターガンダムGP01の到来により、事態は一変する。宇宙では平和を守る連邦宇宙軍と、征服者コスモザタリオンの戦いが続いているという。ジオニック・コネクションもコスモザタリオンの尖兵に過ぎなかったのだ。Vコマンドの招集に応え、G-ARMSの面々は新たな仲間と共に戦艦ジェネラルで宇宙へと向かう。

## 登場人物
括弧内はモチーフとなった兵器・キャラクター・人物。
記載されている設定身長等はリアル頭身時のもので、SDの場合は約1/10の人間サイズである。

### 連邦宇宙軍
戦神コマンドフォーミュラー90（ガンダムF90）
Vコマンドの真の姿。太古にカイザーと戦った戦士の生き残り。ザタリオンの裏にカイザーの意思を感じ、Vコマンドに姿を変え、連邦宇宙軍に入隊していた。
支援メカ「アサルト・ファイター」と合体が可能。
元祖SDガンダム No.116
スターガンダムGP01（ガンダムGP01）
機動艦隊スターフリートのリーダー。もともとは旗艦ジェネラルの乗組員であり、Vコマンドの部下。G-ARMSを宇宙に誘った。フォートレスエンペラーGの捜索任務も負っていた。
攻撃形態のスターウルフモードに変形できる。パーソナルマークは狼。
元祖SDガンダム No.108
フォートレスエンペラーG（Sガンダム）
伝説の戦神と呼ばれる存在。カイザーと対立していた古代文明の巨大兵器。スターガンダムの呼びかけに応えて復活した。
要撃戦闘機フォートアタッカーと機動宇宙戦車フォートボマーに分離できる。さらにフォートボマーは移動砲台型のフォートグリフォンに変形可能。
ジェネラルガンダムはこの機体を元に作られた。
元祖SD No.111

#### SUPER G-ARMS艦隊
キャプテンフォーミュラー91（ガンダムF91）
キャプテンガンダムFFがさらなるパワーアップを遂げた姿。Vコマンドが密かに仕込んでいたシステムが作動したもの。
聖獣スターグリフォンに変形することができる。必殺技の『グランドクロスバスター』は付近の恒星のエネルギーを吸収して放つ大技。
元祖SDガンダム No.117
ファイナルフォーミュラー
カイザーとの最終決戦時にキャプテンフォーミュラー91とフューラーコマンダーの心が一つになることで二人が融合、誕生した謎の存在。
右半身が黄金のシャイニングハート、左半身が漆黒のダークネスハートで、左右非対称の姿をしている。銀河一つ分に匹敵するエネルギーを秘めるという二本の剣、測定不能のスペックなど、計り知れない力を持つ。
元祖SDガンダム No.122
スターガンセイヴァー（Ζガンダム）
宇宙用にパワーアップしたガンセイヴァー。大気圏専用のジェットパックを宇宙用の高機動タイプに替えている。スターファイターモードへの変形が可能。
元祖SDガンダム No.114
スターガンパンツァー(フルアーマーΖΖガンダム（B型））
宇宙用にパワーアップしたガンパンツァー。ランドファイターモードに変形できる。スターガンセイヴァーと合体して戦闘爆撃機シュツルムセイヴァーになる。
イラストなどでは、ガンパンツァーが持っていたタンク一体型火炎放射器と2×2グレネードランチャーに似た武器も装備している。
元祖SDガンダム No.115
スターガンファイヤー（ガンダムNT-1）
宇宙用にパワーアップしたキャプテンアレックス。装甲形状は丸みを帯びたものに変化している。
ガンブレーダーへの変身能力も引き続き有しているが、そちらの形態はスターガンブレーダーとは呼ばれない。
元祖SDガンダム No.124（キャプテンブラッディとのセット）
スタープラズマー（Ζプラス）
宇宙での行動に対応するため改造手術を受けたキャプテンプラス。スターイージス突撃隊長を務める。
外観はカラーリング以外は変化していないが、プラズマシューターに替わりガンアーマーII、及びスペースコンテナを新たに駆る。ガンライダー形態への変身も引き続き可能。スターガンファイヤーと同じく、名前はスターガンライダーではなくガンライダーのまま。
元祖SDガンダム 限定版プラズアーマーセット
戦艦ジェネラル
SUPER G-ARMS艦隊旗艦。前々作で登場したジェネラルガンダム。
グリーンベレーガンダムが艦長を務め、コマンドフォーミュラ90が座乗。キャプテンフォーミュラ91、クラッシャーズの面々が乗り込む。
宇宙空母スタークルーザー
ブラックベレーガンダムが艦長を、ガンクルーザーMk-Iが操舵手を務める。スーパーガンイーグル、スーパーガンダイバーらが乗り込む。
宇宙駆逐艦スターイージス
レッドベレーガンダムが艦長を、ガンイージスMk-IIが操舵手を務める。スターガンファイヤー、スタープラズマー以下ガンダムフォースより消防チーム、工作チーム、水中チーム、戦闘チームらが乗り込む。
機動艦隊スターフリート
フォートレスエンペラーG運用チーム。スターガンダムGP-01、スターガンセイヴァー、スターガンパンツァーの3名で構成される。

#### 宇宙海賊騎士団
海賊騎士キャプテンレッド（レッドウォーリア）
かつてVコマンドと共に戦った戦士。自由を愛する精神から軍を離れ、ザタリオンを狙う海賊暮らしをしていた。高機動支援メカ「コスモシャーク」を操る。
パイレーツボールが傍に常に控えている。
他メンバーは副官百式改、几帳面なジム・カスタム、お調子者のガンキャノンディテクター。

### 独立宇宙海賊団ザクズパイレーツ
キャプテンブラッディ（ドズル専用ザク）
Vコマンドとの決着を付けるべく、海賊として追いかけてきたブラッディザク。ジオニック・シティ崩壊のどさくさで稼いだ資金と前作の巨大兵器ビグ・ザムの残骸で戦艦ブラッディア（ムサイ&ザクレロ）を建造した。非道なコスモザタリオンとは当然対立しており、三度キャプテンらと共闘することになる。
一作目よりの右腕ケンプファーを始め、ザクII、ドム(リック・ドムII)、ガザDらとの結束は固い。
更にコスモザタリオン軍に反発した元ジオニックコネクションのザック・ワイルド以下テキサスロードウォリアーズとフレディビグロブロがブラッディアに乗り込み、ブラッディに受けた一宿一飯の恩を返すべくザクト以下闇一族も配下に加わる。
元祖SDガンダム No.124（スターガンファイヤーとのセット）

### コスモザタリオン帝国
カイザー
コスモザタリオンを支配する意識体。マイナス思念のエネルギー体。
総帥フューラーコマンダー（ガンダムMk-II）
マスクコマンダーがフューラーの力を吸収しパワーアップした。コマンドらへの恨みを晴らすべくコスモザタリオンの指導者として宇宙軍への侵攻を進める。
三つ首竜型のデストロイドドラゴンに変形可能。マスクや各種武装を外した軽装形態はフューラーガンダムと呼ばれる。
元祖SDガンダム No.118

#### 黒の部隊
ダースベルガ（ベルガ・ギロス+ダース・ベイダー）
姫であるビギナ・ギナを人質にとられた為、不本意ながらコスモザタリオンに与する黒の部隊長。エビルエンペラーでG-ARMSに迫る。
分離させた装備を組み合わせることで、支援メカ「ヘルクロウ」となる。
漫画版では組織に裏切られ、G-ARMSに協力するも、ビギナ・ギナによって殺された。
デナンゲー、デナンゾンらロボット兵士が部下。
元祖SDガンダム No.109
エビルエンペラー
フォートレスエンペラーGを模して作られた巨大兵器。ダースベルガのみが操縦できる。エビルアタッカーとエビルボマーに分離可能で、エビルボマーはエビルグリフォンに変形する。
元祖SDガンダム No.113。玩具もフォートレスエンペラーGの改修品。
Gキラーズ
黒の部隊に所属する特殊チーム。
ガンキラーI（ガンキラー）
Gキラーズの一人。誰にでも化けられる変身能力を持ち、スパイや暗殺などの隠密任務を担当する。
ガンキラーII（ガンダムGP02）
Gキラーズの一人。元は連邦宇宙軍中佐だったが、粗暴な性格が原因で追放された。
モビルモンスター・ビグザム（ビグ・ザム）
Gキラーズ所属のモビルモンスター。モビルモンスターの中では最強の戦闘能力を持つ。他のGキラーズ2体と合体することで凄まじい破壊力を発揮する。
元祖SDガンダム No.121（Gキラーズ）：三体セット
ビギナ・ギナ
カイザーに滅ぼされた王家の皇女（ボンボンの漫画版では王子）だが、カイザーの洗脳を受けている。
ギガコマンダー・フレイムサザビー（サザビー）
かつてVコマンドと戦ったコスモ・ザタリオン赤の部隊の戦士。メンバーは北部担当マラサイ、南部担当リゲルグ、東部担当ヤクト・ドーガ、西部担当ドワッジ改。
他にジャムルフィン、バイアランら兵士や、モビルモンスターα・アジール、ゾックらがいる。

## アニメ版
「機動戦士SDガンダムまつり」の一編として、1993年3月13日に『SDコマンド戦記ガンダムフォース SUPER GARMS（スーパージーアームズ） ファイナルフォーミュラー VS ノウムギャザー』が劇場公開された。

### 出演
ペナルティー・キック・オールディーズ（ライブハウスクラッシャーズ）
- トロン（メインボーカル） - 折笠愛
- ヘビメタガンダム（ギター） / ガンシャドウ - 山崎たくみ
- ハリケーンガンダム（ドラムス） - 飛田展男
- スパークガンダム（ベース）
- ミディガンダム（キーボード）
- 宇宙船 ペナルティー・キック・オールディーズ号

SUPER GARMS
- コマンドF90 - 梅津秀行
- キャプテンF91 / 聖獣スターグリフォン - 松本保典
- SAL（サル） - 江原正士
- グリーンベレーガンダム
- キャプテンアレックス
- ガンイージスMk-II
- ガンクルーザーMk-I
- SUPER GARMS旗艦 戦艦ジェネラル

コスモザタリオン軍
- ギガコマンダー フレイムサザビー - 戸谷公次
- 総帥 フューラーコマンダー / デストロイド・ドラゴン - 梁田清之
- 部下 ヤクトドーガ - 巻島直樹

その他
- ファイナルフォーミュラー
- ノウムギャザー

### スタッフ
- 企画・製作 - サンライズ
- 原作 -　矢立肇 富野由悠季
- 監督・脚本・絵コンテ - アミノテツロー
- 美術監督 - 東潤一
- 撮影監督 - 伊藤修一
- 音響監督 - 千葉耕一（クルーズ）
- 音楽 - 川井憲次
- 色彩設計・色指定 - 岩沢れい子
- 特殊効果 - マリックス
- 撮影 - 旭プロダクション
- 編集 - ジェイ・フィルム
- SDキャラクターデザイン - 横井孝二（レイアップ）、山田隆弥（レイアップ）
- トロンちゃんキャラクター原案 - 菊池通隆
- プロデューサー - 内田健二 南雅彦
- 制作協力 - 創通エージェンシー、バンダイビジュアル

### 挿入歌
「ロックオペラ ペナルティキックオールディーズ組曲」
作詞 - アミノテツロー / 作曲・編曲 - 川井憲次
演奏 - ペナルティキックオールディーズ with　ケンジ♂スパーク川井 / 歌 - 愛♥トロン折笠
レコード - キングレコード / 音楽ディレクター - 大月俊倫